# John Stow
Pour les articles homonymes, voir Stow.
Ne doit pas être confondu avec John Montague Stow.
John Stow, né à Cornhill (Londres) vers 1524-1525 et mort à Londres le 5 avril 1605, est un historien anglais. 
Il est l'auteur d'une série de chroniques sur l'histoire de l'Angleterre publiées à partir de 1565 sous des titres tels que The Summarie of Englyshe Chronicles, The Chronicles of England, The Annales of England et A Survey of London (1598 ; deuxième édition 1603). A. L. Rowse (en) le décrit comme « l'un des meilleurs historiens de cette époque ; infatigable dans la peine qu'il a prise, minutieux et consciencieux, précis - consacré entièrement à la vérité ». 

## Biographie

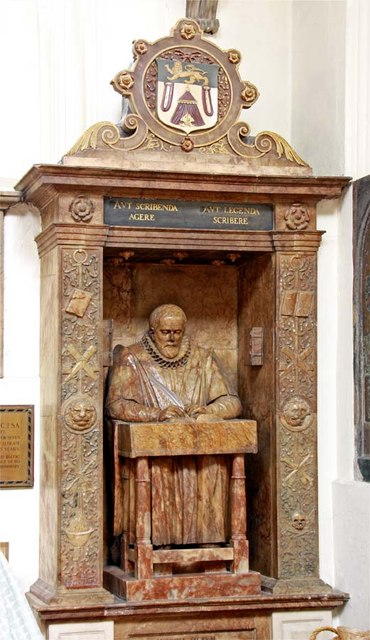
Monument en hommage à John Stow dans léglise St Andrew Undershaft, Cité de London

John Stow est né vers 1524-1525 dans la paroisse Saint-Michael de Cornill dans la cité de Londres. Il est le fils de Thomas Stow, un marchand de suif. Il n'y a aucune preuve qu'il ait jamais fréquenté un lycée : son apprentissage semble avoir été en grande partie auto-acquis.
Stow n'a pas repris le métier de marchand de suif de son père et devient apprenti. En 1547, il est inscrit comme homme libre à la Worshipful Company of Merchant Taylors et crée une entreprise dans des locaux proches de Aldgate Pump (en) dans Aldgate, près de Leadenhall Street et de Fenchurch Street.
Vers 1560, il commence son œuvre majeure, The Survey of London. Ses recherches attirent des soupçons des autorités ecclésiastiques qui suspectent de nombreux livres dangereux et superstitieux en sa possession et en février 1569, sa maison est fouillée. Un inventaire est établi de tous les livres chez lui, en particulier ceux « en défense du papisme », mais il réussit à satisfaire à ses interrogateurs quant à la justesse de son protestantisme. Une deuxième tentative de l'incriminer est essayée en 1570 également sans succès.
Vers 1570, il s'installe dans la paroisse de St Andrew Undershaft dans le quartier de Lime Street, où il vit dans un cadre confortable jusqu'à sa mort le avril 1605.
Il est enterré dans l'église de St Andrew Undershaft dans l'angle de la Leadenhall Street et du St Mary Axe.

## Travaux
Stow publie son premier ouvrage, The woorkes of Geffrey Chaucer, nouvellement imprimé avec divers ajouts qui n'avaient jamais été imprimés auparavant en 1561. L'ouvrage est suivi en 1565 par son Summarie of Englyshe Chronicles et en 1566 par le Summarie of Englyshe Chronicles ... Abridged. Les deux œuvres sont rééditées à diverses reprises du vivant de Stow : les éditions du Summarie sont publiées en 1566, 1570, 1574, 1575 et 1590 (avec des éditions posthumes supplémentaires, par Edmund Howes (en), en 1607, 1611 et 1618) et la version abrégée en 1567, 1573, 1584, 1587, 1598 et 1604. Cette version abrégée fait des allusions désobligeantes dans sa préface à son rival, les Abridgement of the Chronicles of England de Richard Grafton. La dispute entre les deux hommes continue de s'envenimer jusqu'à la mort de Grafton en 1573,. 
En 1580, Stow publie The Chronicles of England, from Brute to this present yeare of Christ. Plus tard, il développe l'ouvrage dans The Annales of England, encore plus substantielles, dont les éditions paraissent en 1592, 1601 et 1605 - la dernière étant continuée jusqu'au 26 mars 1605, ou dans les dix jours suivant la propre mort de Stow,. D'autres éditions posthumes d'Edmund Howes ont été publiées en 1615 et 1631.
Sous le patronage de l'archevêque Matthew Parker, Stow est convaincu de produire une version du Flores historiarum de Matthieu de Westminster, publiée en 1567 ; puis de la Chronicle de Matthieu Paris en 1571, et de l' Historia brevis de Thomas Walsingham en 1574. 
À la demande de l'archevêque Parker, Stow a également compilé une histoire de la Grande-Bretagne intitulée A Historie of this Iland. Il l' annonce comme prête à être imprimée en 1592, mais l'ouvrage s’avère trop ambitieux pour être commercialement viable, et il ne trouve pas d'imprimeur. Le manuscrit en est perdu.

### The Survey of London

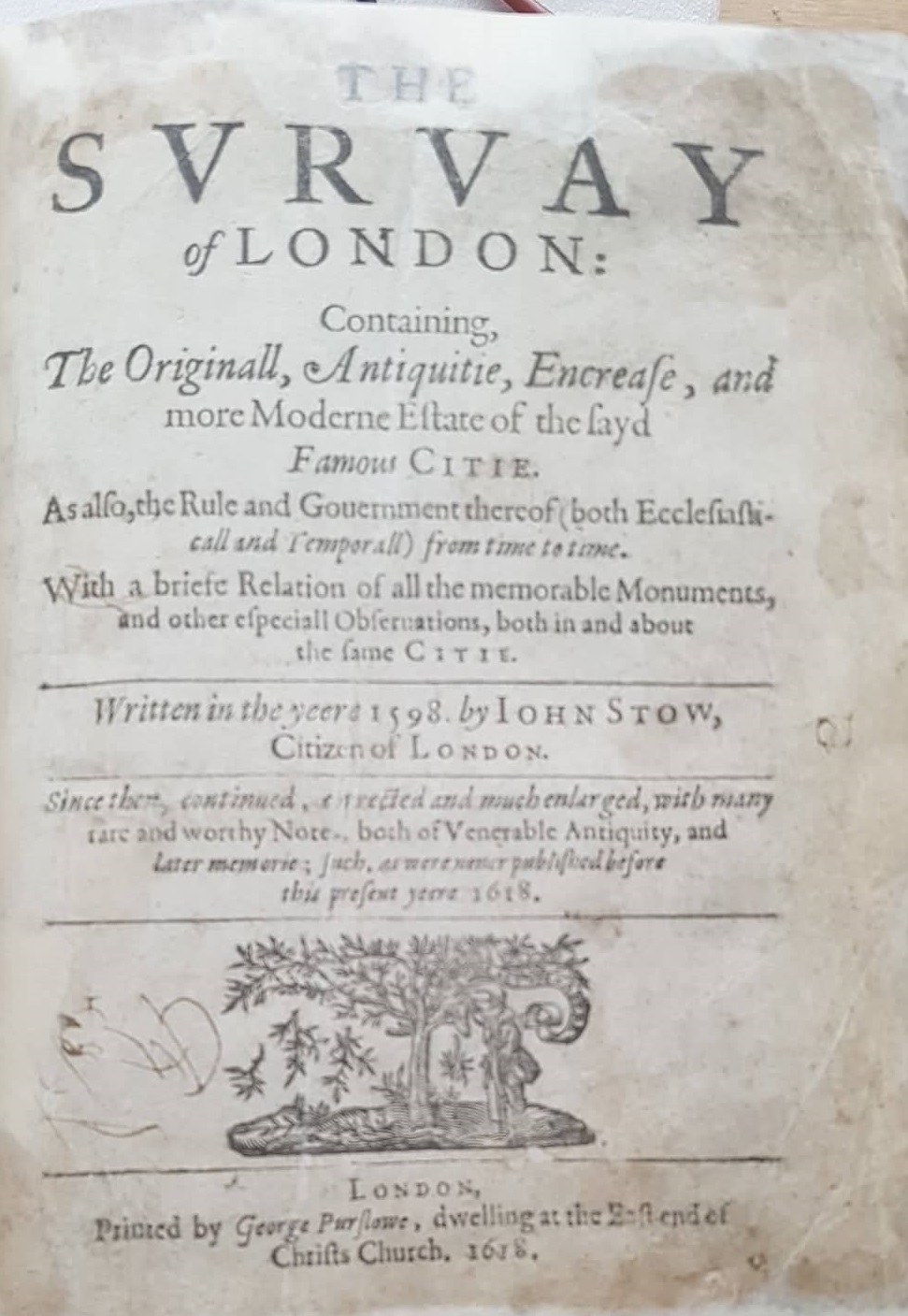
Survay of London, édition de 1618

L'ouvrage pour lequel Stow est le plus connu est Th Survey of London (orthographe originale : A Survay of London), publié en 1598. Il s'agit d'un travail de chorographie : une visite topographique et historique détaillée quartier par quartier de la ville, fournissant un récit de ses constructions, de ses conditions sociales et de ses coutumes. Une deuxième édition révisée parait en 1603. Après la mort de Stow, une troisième édition, avec des ajouts d' Anthony Munday est publiée en 1618 ; une quatrième par Munday et Humfrey Dyson (en) en 1633 ; une cinquième avec des modifications interpolées par John Strype (en) en 1720 et une sixième par le même éditeur en 1754. L'édition de 1598 est réimprimée et éditée par William John Thoms (en), en 1842, en 1846, et avec illustrations en 1876. Une édition basée sur celle de 1598, éditée par Henry Morley (en) est publiée en 1889, et a été réimprimée à plusieurs reprises.
Une édition critique, basée sur celle de 1603 et éditée en deux volumes par Charles Lethbridge Kingsford (en), est publiée en 1908 et republiée avec des notes supplémentaires en 1927. Elle demeure l'édition savante standard. Une édition en un seul volume plus populaire a été publiée par Everyman's Library, avec une introduction de Henry B. Wheatley (en) en 1912 (édition révisée en 1956), et a été fréquemment réimprimée.